# Jump (bài hát của Madonna)
"Jump" là một bài hát của ca sĩ nhạc pop người Mỹ Madonna trích trong album phòng thu thứ mười của cô mang tên Confessions on a Dance Floor. Đồng sáng tác bởi Madonna, Stuart Price và Joe Henry, ca khúc này dự định được phát hành thành đĩa đơn thứ ba nhưng do ca khúc "Get Together" được hãng đĩa quyết định thay thế nên "Jump" được chọn làm đĩa đơn thứ tư và là đĩa cuối cùng của album vào ngày 31 tháng 10 năm 2006. "Jump" mang sắc thái của nhạc techno với phần nhạc dạo tôn vinh ban nhạc Pet Shop Boys. Trong ca khúc này, Madonna hát ở cung giọng rất trầm. Nội dung của bài hát nói về quyền hành của bản thân trong việc tìm kiếm một mối quan hệ mới.
Các nhà phê bình âm nhạc đương đại dành lời khen ngợi cho bài hát. Họ so sánh ca khúc với âm nhạc của Madonna trong những năm 80 và đánh giá cao chất lượng chủ đề câu lạc bộ của bài. "Jump" lọt vào tốp 10 một số bảng xếp hạng các quốc gia ở châu Âu trong khi leo lên vị trí cao nhất tại Ý và Hungary. Tại Mỹ, ca khúc cũng lọt vào nhiều bảng xếp hạng nhạc dance của Billboard.
Trong video ca nhạc cho ca khúc, Madonna đội một bộ tóc giả màu vàng theo kiểu bob và mặc một bộ quần áo da màu đen. Video được quay ở Tokyo nhân lúc chuyến lưu diễn Confessions của cô đang dừng chân tại Nhật Bản. Xuyên suốt video, cô hát và nhảy trước nhiều chiếc đèn neon màu sắc. Trong video cũng có sự xuất hiện của nhiều vũ công của Madonna trình diễn parkour. Ý tưởng của video được sử dụng trong chuyến lưu diễn khi Madonna cùng các vũ công của mình vừa hát vừa nhảy trên sân khấu giống như trong video.

## Danh sách ca khúc và dạng đĩa
| - Đĩa CD tại Anh và châu Âu 1. "Jump" (phiên bản album) — 3:59 2. "Jump" (phiên bản album mở rộng) — 5:09 - Đĩa CD tại Anh 2 1. "Jump" (phiên bản radio) — 3:22 2. "Jump" (Junior Sanchez's Misshapes Mix) — 6:49 3. "History" — 5:55* - Đĩa vinyl 2x12" tại Mỹ và châu Âu 1. "Jump" (Jacques Lu Cont Mix) — 7:47 2. "Jump" (phiên bản album) — 3:59 3. "Jump" (phiên bản album mở rộng) — 5:09 4. "Jump" (Axwell Remix) — 6:38 5. "Jump" (Junior Sanchez's-Misshapes Mix) — 6:49 6. "History" — 5:54 7. "Jump" (phiên bản radio) — 3:22 | - Đĩa CD maxi tại Mỹ và Canada 1. "Jump" (phiên bản album) — 3:22 2. "Jump" (Jacques Lu Cont Mix) — 7:47 3. "Jump" (Axwell Remix) - 6:38 4. "Jump" (Junior Sanchez's-Misshapes Mix) — 6:49 5. "Jump" (phiên bản album mở rộng) — 5:09 6. "History" — 5:55* - Đĩa vinyl 12" tại Anh 1. "Jump" (Jacques Lu Cont Mix) — 7:47 2. "Jump" (phiên bản album mở rộng) — 5:09 3. "History" — 5:54 |

## Xếp hạng
| Bảng xếp hạng (2006)                        | Vị trí cao nhất |
| ------------------------------------------- | --------------- |
| Australian ARIA Singles Chart               | 29              |
| Austrian Singles Chart                      | 20              |
| Belgian Singles Chart (Flanders)            | 18              |
| Belgian Singles Chart (Wallonia)            | 27              |
| Canadian Singles Chart                      | 7               |
| Czech Airplay Chart                         | 20              |
| Danish Singles Chart                        | 7               |
| Dutch Top 40                                | 5               |
| Eurochart Hot 100 Singles                   | 19              |
| Finnish Singles Chart                       | 2               |
| German Singles Chart                        | 23              |
| Hungarian Singles Chart                     | 1               |
| Irish Singles Chart                         | 19              |
| Italian Singles Chart                       | 1               |
| Poland (Airplay Chart)                      | 4               |
| Slovak Airplay Chart                        | 2               |
| Spanish Singles Chart                       | 3               |
| Swedish Singles Chart                       | 40              |
| Swiss Singles Chart                         | 21              |
| UK Singles Chart                            | 9               |
| US Billboard Bubbling Under Hot 100 Singles | 5               |
| US Billboard Hot Dance Club Play            | 1               |
| US Billboard Hot Dance Airplay              | 1               |
| US Billboard Hot Singles Sales              | 1               |
| US Billboard Adult Contemporary             | 21              |
| Venezuela Pop Rock Chart                    | 5               |

| Bảng xếp hạng (2006)                 | Vị trí |
| ------------------------------------ | ------ |
| US Billboard Hot Dance Airplay       | 16     |
| US Billboard Hot Dance Singles Sales | 20     |
| US Billboard Hot Singles Sales       | 63     |

| Bảng xếp hạng (2000–09)          | Vị trí cao nhất |
| -------------------------------- | --------------- |
| US Billboard Hot Dance/Club Play | 13              |